# Криницький Ігор Євгенович
Ігор Євгенович Криницький (нар. 11 серпня 1961, Білицьке, Добропільський район, Донецька область, Українська РСР) — український вчений-правознавець, фахівець з фінансового права. Доктор юридичних наук (2010), професор (2014), старший науковий співробітник (2010), дійсний член (академік) Національної академії правових наук України (2025), Заслужений діяч науки і техніки України (2020), директор Полтавського юридичного інституту Національного юридичного університету імені Ярослава Мудрого (з 2020).

## Біографія
Ігор Криницький народився 11 серпня 1961 року в місті Белицьке Добропільського району Донецької області. Вищу освіту здобув у Харківському юридичному інституті, якій закінчив з відзнакою у 1985 році. Після закінчення цього закладу вищої освіти тривалий час працював в органах прокуратури (стажист слідчого прокуратури Київського району міста Донецька; слідчий військової прокуратури Донецького гарнізону; помічник, старший помічник Іловайського транспортного прокурора; Іловайський транспортний прокурор; начальник відділу Генеральної прокуратури України; перший заступник прокурора Полтавської області).
У 2002—2006 рр. обіймав посаду професора Полтавського інституту бізнесу Міжнародного науково-технічного університету, в 2006—2007 рр. — професора кафедри нагляду за додержанням законів органами, які проводять ОРД, дізнання та досудове слідство Академії прокуратури України, З 2007 р. до 2016 р. працював у Науково-дослідному інституті фінансового права (головний науковий співробітник, завідувач науково-дослідної лабораторії № 1, заступник директора з міжнародних зв'язків).
З 2016 р. працює в Полтавському юридичному інституті Національного юридичного університету імені Ярослава Мудрого (доцент, професор кафедри кримінального та адміністративного права і процесу; завідувач кафедри цивільного, господарського і фінансового права; директор інституту).

### Директор
10 грудня 2020 року Ігоря Криницького переведено з посади завідувача кафедри цивільного, господарського і фінансового права на посаду директора Полтавського юридичного інституту до проведення конкурсу на заміщення цієї вакантної посади.
25 березня 2021 року, після проведення встановлених процедур, ректор Національного юридичного університету імені Ярослава Мудрого Анатолій Гетьман призначив його директором інституту.
Наприкінці 2018 року був обраний головою вченої ради інституту.

## Наукова діяльність
У 2001 році Ігор Криницький захистив дисертацію на здобуття наукового ступеня кандидата юридичних наук на тему «Правове регулювання оподаткування майна», а в 2010 році — дисертацію на здобуття наукового ступеня доктора юридичних наук за темою «Теоретичні проблеми податкового процесу». Науковий керівником під час роботи над кандидатською дисертацією та науковий консультантом при підготовці докторської дисертації був М. П. Кучерявенко.
У 2010 році Криницький отримав вчене звання старшого наукового співробітника, у 2014 році — професора. В 2020 році його було обрано членом-кореспондентом Національної академії правових наук України (відділення державно-правових наук і міжнародного права), наразі він є заступником голови координаційного бюро з фінансового права.
Є автором і співавтором 280 наукових і науково-методичних робіт (зокрема, 9 монографій, 27 підручників і навчальних посібників, 55 статей). Співавтор монографії «Правова доктрина України», визнаної переможцем у конкурсі зі здобуття Державних премій України в галузі науки і техніки (2018), першого на пострадянському просторі навчального посібника з податкового права (1994). Переможець VII Національного конкурсу на краще юридичне видання (2024).
Підготував 7 кандидатів юридичних наук і 2 докторів філософії з права, переможця фінального етапу конкурсу –захисту наукових робіт учнів-членів МАН України. Призначався офіційним опонентом при захисті 37 дисертацій.
Є постійним членом спеціалізованої вченої ради Д 64.086.03  у Національному юридичному університеті імені Ярослава. Тривалий час був постійним членом спеціалізованих вчених рад Д 27.855.02  (Національний університет державної податкової служби України) та Д 64.086.01 (Національний юридичний університет імені Ярослава Мудрого).
Голова Громадської організації «Асоціація фінансового права України».
Головний редактор електронного наукового журналу «Полтавський правовий часопис».
Член Науково-консультативної ради при Голові Верховної Ради України.
Член Науково-консультативної ради при Верховному Суді.

## Нагороди

### Державні
- «Заслужений діяч науки і техніки України» (Указ Президента України від 15 травня 2020 року № 186/2020)

### Урядові, відомчі, регіональні
- Почесна грамота Кабінету Міністрів України (2025) — за вагомий особистий внесок у забезпечення розвитку освіти і науки, активну громадянську позицію, сумлінну працю та високий професіоналізм, виявлені в умовах воєнного стану.
- Почесна грамота Полтавської обласної державної адміністрації (2020).
- Почесна грамота Полтавської обласної ради (2021).
- Почесна грамота виконавчого комітету Полтавської міської ради (2022).
- Грамота Полтавської обласної ради (2019).
- Подяка Голови державної податкової адміністрації України (2009).
- Подяка Полтавського міського голови (2024).
- Громадські та наукові:
- Премія імені Ярослава Мудрого (2016) — «за підготовку і видання підручників для студентів юридичних спеціальностей вищих закладів освіти».
- Премія імені Лідії Костянтинівни Воронової (2018) — «за підготовку і видання монографій, підручників, навчальних посібників, юридичних енциклопедій з фінансового права».
- Почесна відзнака «Орден Національного юридичного університету імені Ярослава Мудрого» ІІІ ступеня (2022).
- Почесна грамота Національного юридичного університету імені Ярослава Мудрого (2018, 2020, 2021).
- Почесна грамота Президії Національної академії правових наук України (2011).
- Грамота Національного юридичного університету імені Ярослава Мудрого «За трудові досягнення» (2023).
- Подяка директора Полтавського юридичного інституту (2019).
- 1996 — старший радник юстиції.